# Regiunea Jizak
Jizak este o regiune  în  statul Uzbekistan. Reședința sa este orașul Jizak.